# Шішар
Шішар (перс. شيشار) — село в Ірані, у дегестані Хушабар, в Центральному бахші, шагрестані Резваншагр остану Ґілян. За даними перепису 2006 року, його населення становило 165 осіб, що проживали у складі 44 сімей.

## Клімат
Середня річна температура становить 13,68°C, середня максимальна – 27,79°C, а середня мінімальна – -0,26°C. Середня річна кількість опадів – 685 мм.
| Клімат поселення                              | Клімат поселення | Клімат поселення | Клімат поселення | Клімат поселення | Клімат поселення | Клімат поселення | Клімат поселення | Клімат поселення | Клімат поселення | Клімат поселення | Клімат поселення | Клімат поселення | Клімат поселення |
| Показник                                      | Січ.             | Лют.             | Бер.             | Квіт.            | Трав.            | Черв.            | Лип.             | Серп.            | Вер.             | Жовт.            | Лист.            | Груд.            |                  |
| Середній максимум, °C                         | 11,49            | 11,04            | 12,21            | 16,35            | 20,44            | 26,09            | 27,79            | 27,67            | 22,80            | 20,12            | 15,72            | 12,00            |                  |
| Середня температура, °C                       | 5,84             | 5,38             | 6,57             | 10,71            | 14,78            | 20,45            | 23,52            | 23,39            | 18,54            | 15,86            | 11,45            | 7,73             |                  |
| Середній мінімум, °C                          | 0,18             | −0,26            | 0,91             | 5,07             | 9,13             | 14,80            | 19,26            | 19,13            | 14,26            | 11,58            | 7,17             | 3,46             |                  |
| Норма опадів, мм                              | 64               | 54               | 65               | 58               | 40               | 24               | 12               | 29               | 66               | 98               | 77               | 98               |                  |
| Середньомісячна швидкість вітру, м/с          | 2.20             | 2.40             | 2.40             | 2.40             | 2.22             | 2.39             | 2.55             | 2.40             | 2.02             | 2.07             | 1.94             | 1.96             |                  |
| Середньомісячна сонячна радіація, кДж/м²·день | 6921             | 9208             | 11336            | 15853            | 19893            | 22688            | 23640            | 19979            | 16304            | 11159            | 8580             | 6584             |                  |
| --------------------------------------------- | ---------------- | ---------------- | ---------------- | ---------------- | ---------------- | ---------------- | ---------------- | ---------------- | ---------------- | ---------------- | ---------------- | ---------------- | ---------------- |
| Джерело:                                      |                  |                  |                  |                  |                  |                  |                  |                  |                  |                  |                  |                  |                  |